# 阿尔戈尼奥斯
阿尔戈尼奥斯，是西班牙坎塔布里亚的一个市镇。总面积6平方公里，总人口1035人（2001年），人口密度173人/平方公里。